# 손재식
손재식(1934년 1월 17일~)은 대한민국의 공무원이다.
1934년에 경상남도 밀양에서 태어났다. 서울대학교 법학과를 졸업한 후 1956년 주사보로 공무원 생활을 시작하였으며 1969년부터는 내무부에서 근무하였다.
1976년부터 1980년까지 제16대 경기도지사를 지냈다. 이후 1980년부터 1981년까지 제19대 부산직할시장을 지냈다.
1982년 1월 4일, 제10대 국토통일원 장관에 임명되었다.
1983년까지는 민주평화통일자문회의 사무총장, 후에는 한국전력공사 이사장을 역임한다.
| 전임 이범석 | 제10대 국토통일원 장관 1982년 1월 4일~1985년 2월 18일 | 후임 이세기 |